# Liste der Pfarren im Dekanat Stockerau
Das Dekanat Stockerau ist ein Dekanat im Vikariat Unter dem Manhartsberg der römisch-katholischen Erzdiözese Wien.

## Pfarren mit Kirchengebäuden und Kapellen
| Pfarre           | Pfarrverband               | Ink.                    | Seit               | Patrozinium                   | Kirchengebäude und Kapellen |                              |
| ---------------- | -------------------------- | ----------------------- | ------------------ | ----------------------------- | --- | ---------------------------- |
| Ernstbrunn       | Leiser Berge               |                         | um 1055            | Hl. Martin                    | Pfarrkirche Ernstbrunn Kapelle Allerseligste Jungfrau Maria in Dörfles, Johannes-Nepomuk-Kapelle in Gebmanns, Annakapelle in Steinbach, Kapelle Allerseligste Jungfrau Maria in Thomasl                                         | Pfarrkirche Ernstbrunn       |
| Großmugl         | Sierndorf – Großmugl       |                         | 1293               | Hl. Nikolaus                  | Pfarrkirche Großmugl Ortskapelle Steinabrunn hl. Agapitus, Kapelle in Roseldorf, Kapelle in Füllersdorf, Kapelle in Ringendorf                                                                                                  | Pfarrkirche Großmugl         |
| Haselbach        | Am Jakobsweg – Weinviertel | Klosterneuburg (CanReg) | 1788               | Hl. Michael                   | Pfarrkirche Haselbach Kapelle am Michelberg | Pfarrkirche Haselbach        |
| Hausleiten       | Am Jakobsweg – Weinviertel |                         | um 1000            | Hl. Agatha                    | Pfarrkirche Hausleiten Filialkirche Pettendorf, Kapelle in Goldgeben, Kapelle in Perzendorf, Kapelle in Schmida, Kapelle in Seitzersdorf, Kapelle in Wolfpassing, Kapelle in Zaina, Kapelle in Zissersdorf, Kapelle in Gaisruck | Pfarrkirche Hausleiten       |
| Herzogbirbaum    | Sierndorf – Großmugl       |                         | 1789               | Johannes Enthauptung          | Pfarrkirche Herzogbirbaum Kapelle in Nursch, Kapelle in Ottendorf | Pfarrkirche Herzogbierbaum   |
| Höbersdorf       | Sierndorf – Großmugl       |                         | vor 1429, neu 1784 | Hl. Johannes der Täufer       | Pfarrkirche Höbersdorf Filialkirche Untermallebarn | Pfarrkirche Höbersdorf       |
| Leitzersdorf     | Am Jakobsweg – Weinviertel |                         | 1685               | Hl. Jakob                     | Pfarrkirche Leitzersdorf Kapelle in Hatzenbach, Kapelle in Wiesen, Kapelle in Wollmannsberg | Pfarrkirche Leitzersdorf     |
| Maisbirbaum      | Leiser Berge               |                         | vor 1351           | Hl. Barbara                   | Pfarrkirche Maisbirbaum | Pfarrkirche Maisbirbaum      |
| Merkersdorf      | Leiser Berge               |                         | um 1200            | Hl. Jakobus der Ältere        | Pfarrkirche Merkersdorf | Pfarrkirche Merkersdorf      |
| Niederhollabrunn | Am Jakobsweg – Weinviertel |                         | um 1050            | Hl. Laurenz                   | Pfarrkirche Niederhollabrunn Filialkirche Niederfellabrunn, Filialkirche Bruderndorf, Filialkirche Streitdorf | Pfarrkirche Niederhollabrunn |
| Niederleis       | Leiser Berge               |                         | urk. 1560          | Mariä Himmelfahrt             | Pfarrkirche Niederleis Kreuzkapelle in Helfens, Marienkapelle in Nodendorf | Pfarrkirche Niederleis       |
| Oberhautzental   | Sierndorf – Großmugl       |                         | 1333               | Mariä Himmelfahrt             | Wallfahrtskirche Oberhautzental Kapelle in Unterhautzenthal, Kapelle in Unterparschenbrunn | Pfarrkirche Oberhautzental   |
| Oberleis         | Leiser Berge               |                         | urk. 1135          | Hl. Mauritius                 | Pfarrkirche Oberleis am Oberleiser Berg Dorfkapelle in Klement, Dorfkapelle in Au | Pfarrkirche Oberleis         |
| Obermallebarn    | Sierndorf – Großmugl       |                         | 1783               | Allerheiligste Dreifaltigkeit | Pfarrkirche Obermallebarn Kirche Schmerzhafte Muttergottes | Pfarrkirche Obermallebarn    |
| Pyhra            | Leiser Berge               |                         | 1724               | Hl. Leib Christi              | Pfarrkirche Pyhra in Gnadendorf | Pfarrkirche Pyhra            |
| Senning          | Sierndorf – Großmugl       |                         | vor 1293           | Hl. Pankraz                   | Pfarrkirche Senning Kapelle in Geitzendorf | Pfarrkirche Senning          |
| Sierndorf        | Sierndorf – Großmugl       |                         | vermutlich 1300    | Mariä Geburt                  | Pfarrkirche Sierndorf Kapelle in Oberolberndorf, Kapelle im Pfarrhof Sierndorf | Pfarrkirche Sierndorf        |
| Simonsfeld       | Leiser Berge               |                         | vor Mitte 12. Jh.  | Hl. Martin                    | Pfarrkirche Simonsfeld Dorfkapelle in Naglern | Pfarrkirche Simonsfeld       |
| Stockerau        | Am Jakobsweg – Weinviertel |                         | 1014               | Hl. Stephan                   | Pfarrkirche Stockerau Kapelle in Unter-Zögersdorf, Kapelle in Ober-Zögersdorf, Kapelle im Landespflegeheim Stockerau, Kapelle im Kloster St. Koloman, Kapelle im Landesklinikum Weinviertel Stockerau                           | Pfarrkirche Stockerau        |

## Dekanat Stockerau
Das Dekanat umfasst 19 Pfarren im Weinviertel im nördlichen Niederösterreich.
Diözesaner Entwicklungsprozess
Am 29. November 2015 wurden für alle Pfarren der Erzdiözese Wien Entwicklungsräume definiert. Die Pfarren sollen in den Entwicklungsräumen stärker zusammenarbeiten, Pfarrverbände oder Seelsorgeräume bilden. Am Ende des Prozesses sollen aus den Entwicklungsräumen neue Pfarren entstehen. Das Dekanat Stockerau umfasst zusammen mit den am 1. September 2016 hinzugekommenen Pfarren zwei Entwicklungsräume mit zwei Subeinheiten:
- Großmugl, Haselbach, Hausleiten, Herzogbirbaum, Höbersdorf, Leitzersdorf, Niederhollabrunn, Oberhautzental, Obermallebarn, Senning, Sierndorf und Stockerau
  - Subeinheit 1: Haselbach, Hausleiten, Leitzersdorf, Niederhollabrunn und Stockerau
  - Subeinheit 2: Großmugl, Herzogbirbaum, Höbersdorf, Oberhautzental, Obermallebarn, Senning und Sierndorf
- Ernstbrunn, Maisbirbaum, Merkersdorf, Niederleis, Oberleis, Pyhra und Simonsfeld

Das Dekanat Ernstbrunn wurde am 1. September 2016 aufgelöst und die Pfarren Ernstbrunn, Maisbirbaum, Merkersdorf, Niederleis, Oberleis, Pyhra und Simonsfeld wurden Teil des Dekanats Stockerau.

## Dechanten
- seit ? Andreas Guganeder, Pfarrer in Hausleiten